# Trpinja
Trpinja (serbisch-kyrillisch Трпиња) ist ein Dorf und eine Gemeinde in der Gespanschaft Vukovar-Syrmien im Osten Kroatien. Das Dorf liegt an der D55-Straße zwischen Osijek und Vukovar. Die Landschaft der Gemeinde Trpinja ist geprägt von den Ebenen des Pannonischen Beckens und landwirtschaftlichen Feldern mit Mais, Weizen, Sonnenblumen und Zuckerrüben.
Die Gemeinde Trpinja wurde 1997 von der UNTAES-Verwaltung als eine der neuen überwiegend serbischen Gemeinden gegründet, um der serbischen Gemeinschaft in der Region nach dem Ende des Kroatienkrieg zur lokalen Selbstverwaltung zu gewährleisten. Die Gemeinde ist die nördlichste im Landkreis Vukovar-Syrmien und umfasst insgesamt 7 Dörfer. Bei der Volkszählung 2011 hatte die Gemeinde eine Bevölkerung von 5.572 und das Dorf Trpinja selbst 1.537 Einwohner. Die Mehrheit der Bevölkerung sind Serben, die laut der Volkszählung von 2011 89,75 % der Bevölkerung ausmachen.